# 拉梅薩 (馬卡拉卡斯區)
拉梅薩（西班牙語：La Mesa），是巴拿馬的城鎮，位於該國中南部，由洛斯桑托斯省的馬卡拉卡斯區負責管轄，面積46.2平方公里，2010年人口641，人口密度每平方公里13.9人。